# Sydney John Hickson
Pour les articles homonymes, voir Hickson.
Sydney John Hickson est un zoologiste britannique, né en 1859 et mort le 6 février 1940 à Cambridge.

## Biographie
Benjamin d’une famille de neuf enfants, il est le fils d’un prospère fabricant de chaussures de la City à Londres. Il commence sa scolarité à Leatherhead avant d’entrer en 1873 à l’University College School. Il commence à suivre les cours d’un jeune professeur, arrivé l’année suivante, Sir Edwin Ray Lankester (1847-1929) qui va exercer une profonde influence sur lui. Sur les conseils de Sir Lankester, il entre au Downing College de Cambridge (1877). Après avoir reçu son diplôme, il devient démonstrateur de Henry Nottidge Moseley à Oxford et se lie alors d’amitié avec Sir Walter Baldwin Spencer (1860-1929).
Hickson commence à étudier les coraux ainsi que l’anatomie des yeux des arthropodes. Il fait un long séjour (1885-1886) à Makassar dans le sud de Célèbes pour y étudier les récifs de coraux mais contracte alors le paludisme et doit partir sur les hauts plateaux de l’île. De retour en Angleterre, il travaille deux ans dans le laboratoire de Sir Lankester à l’University College de Londres. Il fait de nombreux voyages dans les Pays-Bas où il rencontre Ambrosius Arnold Willem Hubrecht (1853-1915), Jakob Maarten van Bemmelen (1830-1911), C.Ph. Sluiter, Max Carl Wilhelm Weber (1852-1937), etc. Les relations qu’il entretient avec ce pays, lui valent l’honneur d’être fait membre de la Société zoologique néerlandaise et il reçoit, en 1909, un doctorat honoris causa de l’université de Groningen.
Après un grand voyage (1889) en Amérique du Nord, il retourne à Cambridge où il devient maître de conférence sur les mammifères supérieurs. Il continue de travailler sur la biologie des coraux mais aussi des méduses et communique sa passion à ses étudiants, certains deviendront des biologistes comme Sir John Graham Kerr (1869-1957).
En 1894, Hickson succède à Arthur Milnes Marshall (1852-1893) à la chaire Beyer de zoologie à l’université de Manchester. Il milite pour l’enseignement de l’histoire naturelle dans le Lancashire, en s’inspirant des pratiques en cours aux Pays-Bas. De même, il promeut les recherches appliquées en matière d’histoire naturelle ce qui aboutira quelques années plus tard à la création d’un département consacré à l’entomologie et à la zoologie économique. Il continue durant de nombreuses années à étudier les Madreporaria et les Alcyonaria.
Après la Première Guerre mondiale, il se consacre principalement à des tâches administratives et réussit à faire paraître en 1924 un vaste ouvrage sur les coraux. Il prend sa retraite la même année. Deux ans plus tard, il est invité par Cambridge à donner des cours sur les Coelenterata.

## Liste partielle des publications
- A Naturalist in North Celebes, 1888
- The Story of Life in the Seas
- The Fauna of the Deep Sea

## Source
- John Stanley Gardiner (1941b). Sydney John Hickson. 1859-1940, Obituary Notices of Fellows of the Royal Society, 3 (9) : 383-394.  (ISSN 1479-571X)